# Uniwersytet Bristolski
Uniwersytet Bristolski (ang. University of Bristol) – brytyjski uniwersytet znajdujący się w Bristolu, w Anglii. Należy do grupy Coimbra. Wybudowany w 1909, posiada miejski kampus, gdzie uczy się 23 600 studentów.
Znany z katedr nauk humanistycznych, między innymi antropologii, fizyki, biologii, ekonomii, inżynierii. Posiada stowarzyszone wydawnictwa operujące na zasadzie non-profit: University of Bristol Press i Bristol Classic Press.

## Wybitni naukowcy
Wśród naukowców Uniwersytetu Bristolskiego jest pięciu noblistów, 10 fellows Academy of Medical Sciences, 10 fellows British Academy, 12 fellows Royal Academy of Engineering i 18 fellows Royal Society.
Obecnie pracują tam: Michael Berry, uhonorowany tytułem rycerskim w 1996, jeden z odkrywców fazy geometrycznej w mechanice kwantowej w 1984, John Rarity, kryptolog, który w 2001 ustanowił ówczesny rekord świata w postaci dokonania wolnoprzestrzennej wymiany bezpiecznych kluczy szyfrowych w zasięgu wynoszącym 1,9 kilometra w nowatorskiej demonstracji stosowania kryptografii kwantowej, i Mark Horton, archeolog morski, jeden z prezenterów brytyjskiej telewizji BBC, m.in. serialu popularno-naukowego o wybrzeżu Wielkiej Brytanii pt. Coast.